# Verordening digitale diensten
De Verordening digitale diensten of Wet inzake digitale diensten, of Digitaledienstenverordening (Engels: Digital Services Act, DSA) is een Europese verordening, uitgewerkt door de Europese Commissie. Doel is de online verspreiding van illegale inhoud te voorkomen en in te perken en de grondrechten van gebruikers te beschermen. De wet volgt het principe dat handelingen die offline onrechtmatig of strafbaar zijn, online volgens dezelfde regels en normen worden behandeld. De Verordening houdt de juridische bedrijvers van de platformen als eerste verantwoordelijk voor de gepubliceerde inhoud, ze geldt voor alle aanbieders van digitale diensten in de EU, onafhankelijk van hun vestigingsplaats.
De verordening werd samen met de Digital Markets Act (DMA) door de Europese Commissie op 15 december 2020 ingediend bij het Europees Parlement en de Raad. Het streven was het juridisch kader van de Europese Unie inzake elektronische handel te actualiseren, met name door de in 2000 aangenomen Richtlijn inzake elektronische handel te moderniseren.
Na goedkeuring en ondertekening door het Parlement is de verordening op 19 oktober 2022 gepubliceerd in het Publicatieblad van de Europese Unie. De verordening krijgt stapsgewijs handhavende kracht, van 16 november 2022 tot 17 februari 2024. Dienstverleners op wie de Verordening van toepassing is hebben tot 1 januari 2024 de tijd om aan de bepalingen ervan te voldoen. Onlineplatforms en zoekmachines die door de Europese Commissie zijn aangewezen als zogenaamd zeer groot online platform (very large online platform of VLOP), moeten binnen vier maanden na aanwijzing aan hun verplichtingen voldoen.
De nieuwe regelgeving is opgesteld om een Europees antwoord te bieden op de groeiende problemen van illegale inhoud en desinformatie online. Het zal gevolgen hebben voor zowel de sociale media als voor wetenschappelijk onderzoek.

## Principes
De verordening past binnen het sedert de jaren 2002 opgestarte “Regelgevingskader voor elektronische communicatie” van de EU.
De nieuwe wetgeving wil online-platforms dwingen om maatregelen te nemen die burgers beter beschermen:
- geen gepersonaliseerde advertenties voor minderjarigen, en voor volwassenen niet langer op basis van gevoelige gebruikersdata (religie, geaardheid, etniciteit);
- Het ingrijpen bij illegale content, dat nu vrijwillig gebeurt op grond van eigen regels, wordt verplicht.
  - In noodsituaties – zoals oorlog of pandemie – zou de Commissie platforms kunnen vragen om bepaalde informatie te verwijderen. (Art. 91)
  - Individuen die van mening zijn dat bepaalde content (bijv. een bericht op een platform) illegaal is, moeten dit kunnen rapporteren (Art 16).
  - Na melding hiervan worden platformen aansprakelijk voor de gerapporteerde content, mits deze inderdaad illegaal blijkt te zijn. Zij zijn verplicht snel passende maatregelen te nemen, zoals verwijdering of blokkering van de content of de auteur (Art 16).
  - Meldingen gedaan door Trusted Flaggers moeten met voorrang behandeld worden (Art 22).
  - Trusted Flaggers die herhaaldelijk ten onrechte content rapporteren, kunnen hun status kwijtraken (Art 22, par 6-7).
  - Wanneer content wordt verwijderd of onderdrukt, moet de procedure hiervoor duidelijk gecommuniceerd worden aan de betreffende gebruiker (Art 16 en 17). Dit kan via een interne klacht (Art 20), buitengerechtelijke geschillenbeslechting (Art 21) of de reguliere juridische route.
- Toezichthouders zouden meer inzage krijgen in de algoritmen van de platforms;
- Grote platformen zijn verplicht regelmatige analyses van systemische risico's uit te voeren (Art 34) en preventieve maatregelen te treffen (Art 35)
- de platforms moeten op regelmatige basis rapporteren over de toepassing van de nieuwe regels.

Platforms van buiten de Europese Unie kiezen een vertegenwoordiger in één van de lidstaten (art. 13). In principe wordt de toezichthouder van dat land dan ook bevoegd voor de naleving. Zo koos in 2024 de berichtenapplicatie Telegram het Belgische bedrijf EDSR bv als vertegenwoordiger, waardoor de Belgische telecomautoriteit BIPT bevoegd zou worden om controle uit te oefenen op de Europese activiteiten van Telegram.
Bij overtredingen voorziet de verordening boetes tot 6 procent van de mondiale jaaromzet; of dwangsommen per dag tot 5% van hun gemiddelde dagelijkse inkomsten, wat voor de grootste spelers tot miljarden euro's kan oplopen (Art 52 en 74).

## Zeer groot onlineplatform
Op 23 april 2023 stelde de Europese Commissie een eerste lijst op met 19 onlineplatforms die aan de bepalingen moesten gaan voldoen per 25 augustus 2023. Daaronder 17 zogenaamde very large online platforms (VLOPs) met meer dan 45 miljoen actieve gebruikers vanuit de EU per maand op peildatum 17 februari 2023 en twee zogenaamde very large online search engines (VLOSEs) grote zoekmachines. 
Op 10 juli 2024 waren er al 25 onlineplatforms aangewezen.
| Zeer grote onlineplatforms: | Zeer grote onlineplatforms: | Zeer grote onlineplatforms: |
| Naam                        | Datum toewijzing            | Coordinator                 |
| --------------------------- | --------------------------- | --------------------------- |
| AliExpress                  | 25 april 2023               | Nederland (ACM)             |
| Amazon Store                | 25 april 2023               | Luxemburg                   |
| Apple AppStore              | 25 april 2023               | Ierland                     |
| Booking.com                 | 25 april 2023               | Nederland                   |
| Facebook                    | 25 april 2023               | Ierland                     |
| Google Play                 | 25 april 2023               | Ierland                     |
| Google Maps                 | 25 april 2023               | Ierland                     |
| Google Shopping             | 25 april 2023               | Ierland                     |
| Instagram                   | 25 april 2023               | Ierland                     |
| LinkedIn                    | 25 april 2023               | Ierland                     |
| Pinterest                   | 25 april 2023               | Ierland                     |
| Pornhub                     | 20 december 2023            | Cyprus                      |
| Shein                       | 26 april 2024               | Ierland                     |
| Snapchat                    | 25 april 2023               | Nederland                   |
| Stripchat                   | 20 december 2023            | Cyprus                      |
| Temu                        | 31 mei 2024                 | Ierland                     |
| TikTok                      | 25 april 2023               | Ierland                     |
| Wikipedia                   | 25 april 2023               | Elke EU lidstaat            |
| X (voorheen Twitter)        | 25 april 2023               | Ierland                     |
| XNXX                        | 10 juli 2024                | Tsjechië                    |
| XVideos                     | 20 december 2023            | Tsjechië                    |
| YouTube                     | 25 april 2023               | Ierland                     |
| Zalando SE                  | 25 april 2023               | Duitsland                   |
| Zeer grote zoekmachines:    |                             |                             |
| Naam                        | Datum toewijzing            | Coordinator                 |
| Bing                        | 25 april 2023               | Ierland                     |
| Google Zoeken               | 25 april 2023               | Ierland                     |

De zeer grote onlineplatforms zullen aan de volgende regels moeten gaan voldoen:
- illegale inhoud en desinformatie gericht aanpakken
- in de EU hun aanbevelingssystemen aanpassen
- transparant zijn over online adverteren via hun diensten
- jaarlijkse risicobeoordelingen uitvoeren van schadelijke onlinepraktijken op hun diensten. Bijvoorbeeld als het gaat om illegale goederen of inhoud, en het verspreiden van desinformatie
- maatregelen nemen tegen schadelijke onlinepraktijken op hun diensten
- een verbod op donkere patronen die gebruikers misleiden[19]

De algoritmische systemen die zij gebruiken worden gecontroleerd. Deze allergrootste partijen staan onder toezicht van de Europese Commissie (EC). Als zij zich niet aan de nieuwe regels houden, kan de EC boetes opleggen.

### Commentaar en protest
Amazon en Zalando hebben een procedure bij de rechter ingeleid om de aanwijzing aan te vechten. Ze stellen ongelijk te worden behandeld in vergelijking met andere grote retailers en dat hun kernbedrijfsmodel de detailhandel is en geen inhoud / producten van derden distribueren. Zalando stelt dat de criteria en methodologie niet transparant zijn in de manier waarop actieve gebruikers zijn geteld. Amazon stelt dat de VLOP-regels niet in verhouding staan tot het bedrijfsmodel en vraagt om vrijstelling van transparantie rond gerichte advertenties. Elon Musk, de nieuwe CEO van X, voorheen Twitter, kondigde aan te overwegen de dienst voor gebruik in de EU te staken. De Wikimedia Foundation, bedrijver van onder andere Wikipedia, heeft aandacht gevraagd voor verschil in behandeling tussen for-profit ondernemingen en not-for-profits en voor een platform waar de gebruikers de regels opstellen.

## Kritiek
Diverse Europese politici en maatschappelijke organisaties zijn kritisch over de wetgeving. Een belangrijk punt van zorg is de mogelijke impact op de vrijheid van meningsuiting. Zo uitte het Duitse Europarlementslid Jessica Stegrud haar bezorgdheid dat de focus van de DSA op het voorkomen van de verspreiding van desinformatie en 'schadelijke inhoud' de vrijheid van meningsuiting zou kunnen ondermijnen.
Daarnaast hebben burgerrechtenorganisaties, zoals European Digital Rights (EDRi), substantiële bedenkingen geuit over de DSA. Zij beschouwen het voorstel als een potentiële bedreiging voor de vrijheid van meningsuiting en de rechtsstaat.
Voormalig Europarlementariër Julia Reda en jurist Joschka Selinger uiten eveneens zorgen over de ruimte die de DSA laat voor het blokkeren van volledige websites. Zij wijzen op voorstellen van rapporteur Christel Schaldemose, waarin blokkades niet slechts als uiterste maatregel, maar ook als voorlopige sanctie kunnen worden opgelegd, bijvoorbeeld bij herhaalde overtredingen. Volgens Reda en Selinger opent dit de deur naar misbruik en vormt het een risico voor grondrechten, aangezien het zonder duidelijke specificatie van overtredingen mogelijk wordt om platforms offline te halen voor onbepaalde tijd.

## Wetgevende geschiedenis
Van juni tot september 2020 organiseerde de Europese Commissie een publieke consultatie met het oog op een herziening van de eerdere richtlijn uit 2000. Op 15 december 2020 publiceerde de Commissie-Von der Leyen haar definitieve voorstel, dat verder besproken werd in het Europees Parlement en de Raad, volgens de gewone wetgevingsprocedure. Op 22 april 2022 werd een akkoord bereikt tussen de Europese Raad en het Europees Parlement, onder leiding van de Europese Commissie, over de tekst van de DSA. Op 5 juli 2022 keurde het Parlement samen met de Digital Markets Act de Digital Services Act goed, met 539 tegen 54 stemmen. Op 4 oktober 2022 gaf de Europese Raad zijn definitieve goedkeuring aan de verordening, die op 19 oktober werd gepubliceerd in het Publicatieblad van de Europese Unie.
De verordening werd geldig vanaf 8 november 2022 (20e dag na publicatie). Sommige artikelen traden op 16 november 2022 effectief in werking, en de “zeer grote onlineplatforms en zeer grote onlinezoekmachines” vallen vanaf 25 augustus 2023 onder de regeling. Alle overige bepalingen zijn van toepassing met ingang van 17 februari 2024.

## Reacties
- de voorstellen kregen in april 2022 de steun van onder meer Hillary Clinton en Barack Obama
- Europarlementslid Rob Roos wees erop dat de platforms mogelijk uit voorzichtigheid ook legale content gaan verwijderen, wat neerkomt op een beperking van de meningsuiting.[9]
- CCIA, de lobby van de informatiesector, waardeert het EU-streven om de transparantie te vergroten, maar vreest dat beperkingen op het bedrijfsmodel voor advertenties schadelijk is voor zowel de gebruikerservaring als voor kleine bedrijven die afhankelijk zijn van een gerichte klantenbinding." Ook dreigen de regels voor het verwijderen van content “de vrijheid van meningsuiting te ondermijnen."[34]